# 中国共产党三明市委员会
中国共产党三明市委员会（简称中共三明市委），是中国共产党在福建省三明市的领导机关。

## 历史沿革
1949年10月，中共福建省委在福州筹建中国共产党福建省第七地方委员会，11月改称中国共产党福建省永安地方委员会（简称中共永安地委）。下辖永安、三元、清流、宁化、大田、宁洋、德化7个县委和明溪县工委。1950年1月28日，永安县城解放，地委机关于31日进入县城并开始工作。1956年初，中共福建省委决定撤销永安专区建制，同年3月26日获国务院批准。1956年6月15日，中共永安地委停止对外办公。
1958年初，三明县被设为福建省重工业建设基地。1958年4月，成立中国共产党三明重工业建设委员会，直属中共福建省委领导，并与中共南平地委、南平专员公署双重领导中共三明县委、三明县人民委员会。1959年2月，经中共福建省委呈报中共中央批准，在三明县成立相当于地市一级建制的三明人民公社。中共三明重工业建设委员会与中共三明县委合并，成立中国共产党三明人民公社委员会，直属中共福建省委领导。1960年1月，三明人民公社改为省辖三明市建制，成立中国共产党三明市委员会（简称中共三明市委），直属中共福建省委领导。同年3月1日正式对外办公。1963年2月，经中央批准，改组为中国共产党三明地方委员会（简称中共三明地委），下辖三明市委（县级）和三明、永安、清流、宁化、大田5个县委。
1966年文化大革命开始后，造反派于1967年1月夺权，地委机构陷入瘫痪。1968年10月25日，经中共福州军区党委和福建省革命委员会批准，成立三明专区革命委员会，取代中共三明地委、三明专员公署领导职能。1970年6月，国务院批准将尤溪县、沙县、将乐县、泰宁县、建宁县划归三明专区。同年9月17日，成立中国共产党三明地区革命委员会核心小组。1971年2月20日至22日，中国共产党三明地区第一次代表大会召开，选举产生中国共产党三明地区首届委员会，标志着中国共产党三明地区委员会（简称中共三明地委）的重新建立。中共三明地委与三明地区革命委员会合署办公。1978年3月，撤销三明地区革命委员会，恢复设立三明地区行政公署，两者分开办公。1983年4月28日，国务院批准撤销三明地区，设省辖三明市。同年5月，中共福建省委批准成立中国共产党三明市委员会，同年7月1日正式对外办公。

## 职责
根据《中国共产党地方委员会工作条例》，中国共产党地方委员会主要实行政治、思想和组织领导，承担下列职能：
1. 对本地区重大问题作出决策。
2. 通过法定程序使党组织的主张成为地方性法规、地方政府规章或者其他政令。
3. 加强对本地区宣传思想文化工作的领导，牢牢掌握意识形态工作领导权、话语权。
4. 按照干部管理权限任免和管理干部，向地方国家机关、政协组织、人民团体、国有企事业单位等推荐重要干部。
5. 支持和保证人大、政府、政协、法院、检察院、人民团体等依法依章程独立负责、协调一致地开展工作，发挥这些组织中党组的领导核心作用。
6. 加强对本地区群团工作和统一战线工作的领导。
7. 动员、组织所属党组织和广大党员，团结带领群众实现党的目标任务。

## 机构设置
根据《三明市机构改革方案》，中国共产党三明市委员会设置以下工作部门：
- 中共三明市委办公室（中共三明市委保密委员会办公室、中共三明市委机要局、三明市档案局）
- 中共三明市委组织部（中共三明市委非公有制企业和社会组织工作委员会、三明市公务员局）
- 中共三明市委宣传部（三明市人民政府新闻办公室）
- 中共三明市委统一战线工作部（三明市人民政府侨务办公室）
- 中共三明市委政法委员会
- 中共三明市委全面深化改革委员会办公室（中共三明市委政策研究室）
- 中共三明市委全面依法治市委员会办公室（设在三明市司法局）
- 中共三明市委国家安全委员会办公室（设在中共三明市委办公室）
- 中共三明市委网络安全和信息化委员会办公室（三明市互联网信息办公室）
- 中共三明市委财经委员会办公室（设在中共三明市委全面深化改革委员会办公室）
- 中共三明市委外事工作委员会办公室（设在三明市人民政府办公室）
- 中共三明市委机构编制委员会办公室
- 中共三明市委军民融合发展委员会办公室（设在中共三明市委办公室）
- 中共三明市委审计委员会办公室（设在三明市审计局）
- 中共三明市委教育工作领导小组秘书组（设在中共三明市委教育工作委员会）
- 中共三明市委农村工作领导小组办公室（设在三明市农业农村局）
- 中共三明市委台港澳工作办公室（三明市人民政府台港澳事务办公室）
- 中共三明市委直属机关工作委员会
- 中共三明市委巡察工作领导小组办公室
- 中共三明市委机要保密局（三明市密码管理局、三明市国家保密局）
- 中共三明市委老干部局（中共三明市委离退休干部工作委员会）
- 中共三明市委精神文明建设办公室（三明市精神文明建设指导委员会办公室）

（中共三明市委教育工作委员会与三明市教育局合署办公、中共三明市委信访局与市政府信访局合署办公，不计入机构限额）

### 直属事业单位
- 中共三明市委党校（三明市行政学院、三明市社会主义学院）
- 三明日报社
- 中共三明市委党史和地方志研究室

## 历届组成人员
第三届
- 任期：1984年12月－1990年1月
- 书记：周厚稳
- 副书记：官清（－1987年10月）、林爱国（－1985年9月）、林去存（－1988年6月）、梁祥基（1986年10月－1988年9月）、李立士（1987年8月任）、兰德明（1989年6月任）

第四届
- 任期：1990年1月－1995年1月
- 书记：周厚稳 → 黄贤模（1994年12月任）
- 副书记：李立士（－1993年6月）、兰德明、陈世泽（1993年3月任）、蔡奇（1994年3月任）

第五届
- 任期：1995年1月－2001年4月
- 书记：黄贤模 → 苍震华（1998年2月任）
- 副书记：兰德明（－2000年4月）、陈世泽（－1995年6月）、蔡奇（－1999年4月）、何团经（1995年4月－1997年12月）、黄顺乐（1995年4月－1997年3月）、陆志华（1997年5月－1997年8月）、张添根（1997年12月－2000年4月）、吴金容（1997年12月任）、叶继革（1999年5月任）、陈则生（2000年4月任）

第六届
- 任期：2001年4月－2006年
- 书记：苍震华（2003年1月调离） → 叶继革（2003年7月任）
- 副书记：叶继革（－2003年7月）、陈则生

第七届
- 任期：2006年－2011年9月
- 书记：叶继革 → 黄琪玉（2008年4月任）
- 副书记：

第八届
- 任期：2011年9月－2016年9月
- 书记：黄琪玉 → 邓本元（2013年2月任[3]） → 杜源生（2016年8月任）
- 副书记：邓本元（－2013年2月）、杜源生（2013年2月－2016年8月）

第九届
- 任期：2016年9月－2021年9月
- 书记：杜源生[4] → 林兴禄（2019年2月任） → 余红胜（2021年7月任）
- 副书记：余红胜、黄建平（2019年8月被查）、李春（2021年7月任）

第十届
- 任期：2021年9月－
- 书记：余红胜 → 黄如欣（2022年7月任） → 李兴湖（2023年7月任） → 李春（2024年11月任）
- 副书记：李春（－2024年11月）、丘毅（－2023年2月）、杨兴忠（2023年12月任）

## 现任常委
- 市委常委、市委书记：李春(1969年3月)
- 市委常委、市委副书记，市人民政府市长、党组书记：陳岳峰(1973年10月)
- 市委常委、市委副书记：杨兴忠(1969年11月)
- 市委常委、政法委书记，市法学会会长：郑隆松(1968年11月)
- 市委常委、组织部部长：陈丽英(1974年8月)
- 市委常委、纪委书记，市监委主任：黄晓峰(1979年3月)
- 市委常委、统战部部长：黄冠华(1971年10月)
- 市委常委、宣传部部长：张炜琳(1970年10月)
- 市委常委、市政府党组副书记、副市长：吕国健(1974年4月) 福建省第十批援藏工作队领队，昌都市委副书记、常务副市长)
- 市委常委，市人民政府常務副市長、黨組副書記: 杨国昕(1968年2月)
- 市委常委、市政府党组副书记、副市长（挂职）：胡帅 (1979年9月)，最高人民法院机关服务中心副主任、四级职员
- 市委常委、三明军分区司令员：侯典荟 (1973年9月)
- 市委常委、秘书长：郭海阳(1975年10月)